# Ершов, Аркадий Витальевич
Аркадий Витальевич Ершов (21 мая 1936, Вознесенск, Одесская область — 21 мая 2005, Киев) — украинский государственный деятель, депутат Верховной Рады Украины I созыва (1990—1994), министр социального обеспечения Украины (1991—1992), министр социальной защиты населения Украины (1992—1996).

## Биография
Родился 21 мая 1936 года в городе Вознесенск (ныне Николаевской области).
Окончил Житомирский сельскохозяйственный институт и Высшую партийную школу при ЦК КПСС.
В 1953—1955 годах работал учителем Анатолиевской средней школы.
В 1955—1961 годах — секретарь РК ЛКСМУ, инструктор РК КПУ, секретарь парторганизации колхоза имени Потрываева, Первый секретарь РК ЛКСМУ Тилигуло-Березанского района Николаевской области.
В 1961—1963 годах — второй секретарь Николаевского ОК ЛКСМУ.
В 1963—1965 годах — первый секретарь Николаевского сельского ОК ЛКСМУ.
В 1965—1966 годах — председатель исполкома Октябрьского районного Совета города Николаева.
В 1966—1972 годах — инструктор Ровенского ОК КПУ, председатель исполкома Дубновского районного совета, Первый секретарь Сарненского РК КПУ.
В 1972—1990 годах — первый заместитель председателя, председатель исполкома Ровенского областного совета.
В 1990 году был выдвинут кандидатом в Народные депутаты Украины трудовыми коллективами и общественными организациями Сарненского и Рокитновского районов Ровненской области.
18 марта 1990 года был избран депутатом Верховной Рады Украины I созыва от Сарненского избирательного округа № 341 (Ровненская область).
В 1991—1992 годах — Министр социального обеспечения Украины в правительстве Фокина.
В 1992—1993 годах — Министр социального обеспечения Украины в правительстве Кучмы. В ноябре 1992 года министерство социального обеспечения Украины реформировано в министерство социальной защиты населения Украины.
В 1993—1995 годах — Министр социальной защиты населения Украины в правительстве Звягильского — Масола.
В 1995—1996 годах — Министр социальной защиты населения Украины в правительстве Марчука.
Жил в Киеве. Умер в день своего 69-летия 21 мая 2005 года. Похоронен в Киеве на Байковом кладбище.

## Награды
- Три ордена Трудового Красного Знамени.
- Почётные грамоты Президиума Верховного Совета УССР.
- Почётный знак отличия Президента Украины (21.06.1996)[2].
- Медали.